# Revue d'économie industrielle
La Revue d’économie industrielle, moyen de diffusion français en économie industrielle, est un lieu de référence en ce domaine. Elle présente un état récent des travaux de chercheurs mariant l’analyse théorique et la description des divers aspects de la réalité du système productif. Tout en demeurant le lieu d’expression des travaux d’économie industrielle proches des réalités, la revue intègre des préoccupations plus larges, à l’intérieur desquelles cette discipline tend à s’intégrer.
Les années 1977 à 2004 de la revue sont en accès libre sur le portail Persée.
La revue est également disponible sur le portail OpenEdition Journals ; elle est propulsée par le  CMS libre Lodel. Les numéros sont disponibles en libre accès après un délai de restriction de quatre ans.